# Cláudya
Cláudya (anteriormente Cláudia e Cláudia Oliveira), nome artístico de Maria das Graças Rallo Medori (Rio de Janeiro, 10 de maio de 1948) é uma cantora brasileira.

## Biografia
Estreou aos nove anos em um programa de calouros na Rádio Sociedade de Juiz de Fora, onde cresceu. Aos treze foi crooner do Conjunto Meia-Noite, que animava as festas e bailes da região. Desenvolveu sua carreira em São Paulo na década de 60; no início, participando do programa O Fino da Bossa. Em 1969, venceu o I Festival Fluminense da Canção, defendendo a música "Razão de Paz para Não Cantar" (Eduardo Lage e Alésio de Barros). Ela também participou de diversos festivais no exterior, inclusive Japão, Grécia, Espanha, México e Venezuela, tornando-se a cantora mais premiada fora do Brasil.
Destacou-se no cenário musical em 1982 com a música Não chores por mim, Argentina, no musical Evita (peça).
Gravou mais de vinte discos e foi recordista de vendas. Graças ao seu grande sucesso, foi convidada a participar dos principais programas de televisão da época. Lançou um LP em japonês, que vendeu mais de 200 mil cópias, e entre os prêmios que ganhou estão o Troféu Roquette Pinto e o Globo de Ouro. Entre seus maiores sucessos está a música "Com Mais de 30", composição de Marcos Valle e Paulo Sérgio Valle.
Em 2008, o cantor Marcelo D2  inclui samples da canção "Deixa eu Dizer" (1973), letra de Ronaldo Monteiro de Souza e Ivan Lins e interpretada pela cantora Cláudia, em seu disco lançado no mesmo ano , alcançando considerável sucesso.
Em fevereiro de 2021 participou do reality The Voice +,  entrando na equipe Claudia Leitte.Cláudya permaneceu até as semifinais da competição.
Claudya também toca piano e teclado desde os 23 anos de idade. É mãe da cantora Graziela Medori.

## Discografia
- 1967 - Cláudia
- 1971 - Cláudia
- 1971 - Jesus Cristo
- 1971 - Você, Cláudia, Você
- 1973 - Deixa Eu Dizer
- 1977 - Reza, Tambor e Raça
- 1979 - Pássaro Emigrante
- 1980 - Cláudia
- 1985 - Luz da Vida
- 1986 - Sentimentos
- 1992 - A Estranha Dama
- 1994 - Leão de Judá
- 1994 - Entre Amigos (com Zimbo Trio)
- 1998 - Claúdya Canta Taiguara
- 1999 - Brasil Real
- 2005 - Horizons
- 2011 - Senhor do Tempo: Canções Raras de Caetano Veloso
- 2016 - Para Sempre Amanhecer - Duo com o pianista Tiago Mineiro